# Udobne
Udobne (ukr. Удобне) – wieś na Ukrainie, w obwodzie odeskim, w rejonie odeskim. Według danych z 2001 roku miejscowość zamieszkiwało 1947 osób.